# Viadukt Mücheln
Das Viadukt Mücheln ist eine unter Denkmalschutz stehende Brücke in der Stadt Mücheln in Sachsen-Anhalt. Im örtlichen Denkmalverzeichnis ist es unter der Erfassungsnummer 094 20346 als Baudenkmal verzeichnet.

## Geschichte
Das Viadukt wurde 1964 für die Bahnstrecke Merseburg–Querfurt erbaut. Die Bahnstrecke musste wegen des wachsenden Tagebaus verlegt werden, was zum Neubau dieser Brücke führte. Die Brücke ist in sieben Bögen geteilt und 271 Meter lang und 14,5 Meter hoch.